# Betabaculovirus cypomonellae
Espèce
Betabaculovirus cypomonellae auparavant connue sous le nom de Cydia pomonella granulovirus (CpGV) est un Betabaculovirus de la famille des Baculoviridae qui est parfois utilisé comme biopesticide.

## Taxonomie
Cette espèce de baculovirus a d'abord été connu sous le nom de Cydia pomonella granulovirus et placé dans le genre Granulovirus. En 2022, l'International Committee on Taxonomy of Viruses a mis à jour la taxonomie des Granulovirus et renommé en Betabaculovirus cypomonellae, nom qui a été conservé lors de la dernière mise à jour nomenclaturale. Dans le même temps, l'ICTV n'a validé la classification de cette espèce que jusqu'à la classe Naldaviricetes, et plaçant cette classe en unassigned c'est-à-dire non assignée.
Ce virus est fréquemment utilisé comme biopesticide.

## Lutte biologique
Betabaculovirus cypomonellae permet de lutter contre le Carpocapse des pommes et des poires qui est un ravageur connu et actif de nombreux arbres fruitiers notamment les pommiers et les poiriers. Les chenilles creusent et entrent dans les fruits, les rendant impropres à la consommation. Les insecticides traditionnels sont d'un usage limité contre ce ravageur car certaines variétés ont acquis une résistance contre nombre d'entre eux.